# Ignacio Tremiño
Ignacio Tremiño Gómez (Valladolid, 29 de enero de 1966) es un político español, diputado por Valladolid en el Congreso durante la XII legislatura.

## Biografía
Licenciado en Derecho por la Universidad Oberta de Cataluña, MBA Executive por el IE (Instituto de Empresa) y máster en Gestión Pública por el IESE. Entre 2010 y 2012 fue director de Desarrollo de Negocio del Grupo Ilunion y director general adjunto y director general de Fundosa Grupo. En enero de 2012 fue nombrado director general de políticas de Apoyo a la Discapacidad del Ministerio de Sanidad, Servicios Sociales e Igualdad, cargo que ocupó hasta su cese en 2016. También ha ejercido como director del Real Patronato sobre Discapacidad.
Miembro del Partido Popular, entre 1999 y 2000 fue concejal de Acción Social en el Ayuntamiento de Valladolid. Ha formado parte del Comité Ejecutivo del PP de Valladolid y Castilla y León entre 2012 y 2016 y en junio de 2016 fue elegido diputado por Valladolid en el Congreso.